# 3909 Ґладіс
3909 Ґладіс (3909 Gladys) — астероїд головного поясу, відкритий 15 травня 1988 року.
Тіссеранів параметр щодо Юпітера — 3,362.